# Acacia zapatensis
Acacia zapatensis é uma espécie de leguminosa do gênero Acacia, pertencente à família Fabaceae.